# Eremophila miniata
Eremophila miniata är en flenörtsväxtart som beskrevs av Charles Austin Gardner. Eremophila miniata ingår i släktet Eremophila och familjen flenörtsväxter. Inga underarter finns listade i Catalogue of Life.